# Pinus ayacahuite
Pinus ayacahuite (Сосна веймутова мексиканська, або Сосна біла мексиканська) — вид дерев роду сосна родини соснових.

## Опис
Велике дерево до 45 м у висоту і 200 см діаметром, з прямим, круглим стовбуром, форма крони від пірамідальної до конічної. Кора тонка, гладка, попелясто-сіра на молодих деревах, з віком стає грубою сіро-коричневою. Гілки довгі, тонкі, гладкі, ростуть горизонтально з голками на кінці, нижні гілки часто пониклі. Голки зібрані в пучки по 5, 10—18 см довжиною, з абаксіальною поверхню яскраво-зеленого кольору, краї зубчасті з дуже маленькими, широко розставленими зубцями, прямі або злегка скручені, гнучкі, але не висячі, зовнішні; пучок піхви 15—20 (—25) мм довжиною з 5—7 вільними, довгастими, оранжево-коричневими або червоно-коричневими лусочками. Сім'ядолей 11—13. Пилок конусів розміщується на кінцях нових пагонів, яйцеподібної, короткої циліндричної форми 7—10 міліметрів довжиною, жовтого, кольору, який перетворюється на помаранчево-коричневий. Шишки мають плодоніжку до 25 мм довжиною, яка незалежна, злегка зігнута 15—40 см × 7—15 см, у зрілому і відкритому стані. Насіннєвих лусок 100—150, вони тонкі, гнучкі, 5—7 см довжиною, апофіз видовжений з округленням до тупої сполистої вершини терміналу. Насіння світло-коричневе з темними плямами, з зрощеними крилами 30—40 мм. Насіннєвий розмір не визначений, 5—8 мм.
У районах зростання, цей вид важко сплутати з будь-яким іншим. Він займає вищі і сухі ділянки, а також має набагато більше шишок, ніж Pinus chiapensis.

## Поширення
Країни зростання: Сальвадор, Гватемала, Гондурас, Мексика.